# Hrvoje Kačić
Hrvoje Kačić (Ragusa, 12 gennaio 1932 – 14 febbraio 2023) è stato un pallanuotista jugoslavo, vincitore di una medaglia d'argento alle olimpiadi di Melbourne 1956.